# Perpendicularitat

La semirrecta AB és perpendicular a la recta CD, perquè els dos angles que conforma són de 90 graus (en taronja i blau, respectivament)

En geometria, la perpendicularitat és una relació entre dues varietats que es produeix quan formen un angle de 90° (angle recte, angle normal).
A {\displaystyle \mathbb {R} ^{3}}, existeixen les següents combinacions que donen angles rectes:
Rectes: 2 rectes que es tallen (són per tant al mateix pla) formen a la vegada 4 angles rectes. Aquest és l'únic cas que existeix també a {\displaystyle \mathbb {R} ^{2}}.
Cal dir que una recta té infinites rectes perpendiculars passant per cadascun dels seus punts que estan contingudes en un pla. 2 rectes són perpendiculars si, i només si, el producte escalar dels seus vectors directors és igual a 0.

Recta-Pla: Aquesta relació és única, per cada punt d'una recta només existeix un pla perpendicular i per cada punt del pla una recta perpendicular. La recta que compleix això és la recta normal al pla.

Plans: Per cada punt d'un pla hi ha una infinitat de plans perpendicular i tots ells contenen la recta perpendicular al pla.
Dos plans són perpendiculars si, i només si, els seus vectors normals també ho són.

## Línies perpendiculars en el pla xy
En un sistema de coordenades cartesià, les equacions de 2 línies rectes no verticals {\displaystyle L} i {\displaystyle M} són: 
{\displaystyle L:y=ax+b,}
{\displaystyle M:y=cx+d,}
{\displaystyle a} i {\displaystyle c} són anomenades pendents de L i M.
Les línies seran perpendiculars si, i només si, satisfan la condició:
{\displaystyle a*c=-1}.
Exemple
Les rectes {\displaystyle y=3x-2} i {\displaystyle y=1-x/3} són perpendiculars ja que el producte de les seves pendents és -1.

## Construcció geomètrica d'una línia perpendicular

Construcció geomètrica d'una línia perpendicular (en blau) a AB passant pel punt P.

Procediment per construir la línia perpendicular a AB passant pel punt P usant compàs i regle:
- Pas 1 (vermell): construïu un cercle amb centre P per crear els punts equidistants A' i B' a les interseccions amb AB.

- Pas 2 (verd): construïu sengles cercles centrats a A' i B', passant per P. Sia Q l'altre punt d'intersecció dels dits cercles.
- Pas 3 (blau): connecteu P i Q per construir la perpendicular PQ.

Demostració: Els triangles PQA' i PQB' són congruents doncs tenen tots tres costats iguals. Els triangles POA' i POB' també són congruents en ser OPB' i OPA' angles iguals. Això implica que els angles POA' i POB' són iguals i rectes.